# Иванов, Георгий Сергеевич
Георгий Сергеевич Иванов (род. 25 сентября 1998, Ярославль) — российский хоккеист, нападающий.

## Биография
Начал заниматься хоккеем в Ярославле в возрасте пяти лет. После перевода отца в Санкт-Петербург стал обучаться в школе «Серебряные львы» у тренера Валерия Афанасьева. С 2009 года — в ярославском «Локомотиве». В сезоне 2014/15 играл за команду МХЛ-Б «Локо-Юниор», в следующем сезоне выступал за юниорскую сборную России в МХЛ. С сезона 2016/17 стал играть в МХЛ за команду «Локо». 11 октября 2017 года в гостевом матче против «Нефтехимика» дебютировал в КХЛ.
Участник чемпионата мира среди молодёжных команд 2018.

## Достижения

### Клубные
| Год  | Клуб      | Достижение                 |   |
| ---- | --------- | -------------------------- | - |
| 2018 | Локо      | Обладатель Кубка Харламова | 1 |
| 2019 | Локо      | Обладатель Кубка Харламова | 1 |
| 2025 | Локомотив | Обладатель Кубка Гагарина  | 1 |

## Статистика
| Легенда | Легенда                    | Легенда | Легенда                   | Легенда | Легенда    |
| ------- | -------------------------- | ------- | ------------------------- | ------- | ---------- |
| И       | Количество проведённых игр | Штр     | Штрафное время            | +/−     | Плюс-минус |
| Г       | Голы                       | П       | Голевые передачи          | О       | Очки       |
| -       | Статистика неизвестна      | —       | Статистика не учитывалась |         |            |